# Karl Fitting
Karl Fritz Fitting (* 20. Juni 1912 in St. Avold, Lothringen; † 14. Juni 1990) war ein deutscher Jurist und Ministerialdirektor im Bundesarbeitsministerium.

## Leben
Geboren als Sohn eines Oberstleutnants besuchte Fitting das humanistische Ludwig-Georgs-Gymnasium in Darmstadt, wo er 1930 Abitur machte. Anschließend studierte er Jura in Frankfurt am Main, Leipzig und Gießen. Nach der Machtübertragung an die Nationalsozialisten musste er sein Studium aus politischen Gründen unterbrechen. Fitting arbeitete danach als Pelzfärber in Leipzig. Er wurde 1942 verhaftet und ins Konzentrationslager Mauthausen gebracht. Nach der Befreiung des KZ 1945 wurde er Referent im Arbeitsministerium Bayern. Ab 1948 wirkte er in der Verwaltung für Arbeit des Vereinigten Wirtschaftsgebiets. Ab 1950 war Fitting im Bundesministerium für Arbeit und Sozialordnung Referent für Betriebsverfassung und Leiter Unterabteilung für Arbeitsschutz, ab 1966 Leiter der Abteilung Arbeitsrecht und Arbeitsschutz. Schließlich ging er als Ministerialdirektor 1977 in den Ruhestand.
Von Karl Fitting stammen etliche Gesetzesformulierungen, vor allem in den Mitbestimmungsgesetzen und den zugehörigen Wahlordnungen. Der frühere Präsident des Bundesarbeitsgerichts zitiert Fittings Ausspruch aus den Auseinandersetzungen über das MitbestG von 1976: „Wenn wir das ins Gesetz nicht vernünftig hineinbekommen, ziehen wir es in der Wahlordnung glatt, und falls auch das nicht klappt, machen wir es eben im Kommentar“ (Hellmut Wißmann, Präsident des Bundesarbeitsgerichts a. D. über Karl Fitting).
Bekannt wurde er durch den von ihm herausgegebenen Kommentar zum Betriebsverfassungsgesetz. Fitting war Honorarprofessor der Gesamthochschule Kassel.

## Ehrungen
- 1982: Hans-Böckler-Preis der Hans-Böckler-Stiftung

## Schriften
- Das Arbeitsgerichtsgesetz vom 6. Dezember 1946. Pflaum, München 1947.
- Betriebsräterecht. Kommentator, Frankfurt am Main 1949.
- Urlaubsrecht. Inngau, Rosenheim 1949.
- Karl Fitting, Walter Kraegeloh: Betriebsverfassungsgesetz. Handkommentar für die Praxis. Vahlen, Berlin 1952.
- Hugo Karpf, Karl Fitting: Heimarbeitsgesetz vom 14. März 1951 mit Durchführungsverordnung (Kommentar). 1953.
- Karl Fitting, Walter Kraegeloh: Arbeitsgerichtsgesetz. Vahlen, Berlin/Frankfurt am Main 1953.
- Tarifvertrag über die Betriebsverfassung in den Betrieben des Baugewerbes (Kommentar). Vahlen, Berlin/Frankfurt am Main 1953.
- Karl Fitting, Hermann Heyer: Personalvertretungsgesetz. Decker, Hamburg/Berlin/Bonn 1955.
- Günther Schelp, Karl Fitting, Franz Ringer: Bundesarbeitsrecht. Decker, Hamburg/Berlin/Bonn 1958.
- Karl Fitting, Ulrich Hentrich: Das Zweite Vermögensbildungsgesetz. Bank für Gemeinwirtschaft AG, 1965.
- Karl Fitting, Otfried Wlotzke, Hellmut Wißmann: Mitbestimmungsgesetz (mit Wahlordnungen). Vahlen, Berlin 1976.